# 20 век
 За филма вижте „Двадесети век“ (филм).  
20-и век започва на 1 януари 1901 г. и свършва на 31 декември 2000 г.

## Събития
- 27 януари 1901 г. – в Милано, Италия, умира най-известният италиански композитор Джузепе Верди.
- 21 декември 1901 г. – италианският изобретател Гулиелмо Маркони предава радиовълни от Великобритания до Нюфаундленд (Северна Америка).
- 1903 г. – Норвежкият полярен пътешественик-изследовател Руал Амундсен преминава първи през северозападния път с кораба „Йоа“ от Гренландия до Аляска, достигайки до Тихия океан от Атлантическия. През 1911 г. Руал Амундсен покорява първи Южния полюс.
- 17 декември 1903 г. – Американските авиоконструктори и летци братя Уилбър и Оруил Райт летят в Кити хоук (щат Северна Каролина) на създаден от тях самолет с двигател с вътрешно горене в продължение на петдесет и девет секунди. Това е първият успешен полет с летателен апарат, по-тежък от въздуха.
- 11 март 1905 г. официално е открито метрото в Париж.[1]
- 13 август 1914 г. – Първият кораб преминава през Панамския канал, съединяващ Атлантическия и Тихия океан. Дължината на канала е 81,6 km, от които 65,2 km по суша.
- 1914 г. – В началото на Първата световна война основните европейски страни притежават подводници.
- 15 – 16 юни 1919 г. – Английските летци Джон Алкок и Артър Браун извършват първия полет без междинно кацане от остров Нюфаундленд (Северна Америка) до Република Ирландия.
- 1923 г. – В САЩ започва производството на ципове.
- 1925 г. – Немската компания „E. Leitz“ пуска на пазара 35-милиметровия фотоапарат „Leica“ с регулируем обектив и скоростен затвор.
- 13 март 1935 г. по време на разкопки в Йерусалим е открита библиотека, която потвърждава библейската история.
- 1939 г. – Започва Втората световна война. Американският физик от немски произход Алберт Айнщайн изпраща писмо на президента на САЩ Франклин Делано Рузвелт, убеждавайки го в необходимостта да се разработи атомна бомба, преди това да са направили немците.
- 1 октомври 1942 г. – В САЩ е извършен първият пилотиран полет с реактивен самолет.
- 3 октомври 1942 г. – Вернер фон Браун заедно с други сътрудници на немския изследователски реактивен център в Пенемюнде (Германия) пуска успешно първата в света балистична ракета – прототип на ракетите „Фау-2“, които се използват за обстрел на градовете на Великобритания и Белгия през 1944 – 1945 г.
- 1943 г. – Завършва строителството на Пентагона, най-голямото в света административно здание с обща площ 6,5 милиона квадратни фута.
- Юни 1944 г. – В Германия е пуснат в производство първият в света реактивен изтребител „Messerschmitt“.
- 1944 г. – С първите ракети „Фау-2“ е нанесен удар на Лондон.
- 12 февруари 1945 г. е приета Наредба-закон за правописа на българския език.
- 13 февруари 1945 г. англо-американската авиация извършва бомбардировка над Дрезден и превръща целия град в развалини.
- 22 февруари 1945 г. е вдигната схизмата над Българската църква, наложена от Цариградската патриаршия през 1872 г.
- 6 юли 1945 г. – Взривена е първата атомна бомба на полигон в щата Ню Мексико. Мощността и се равнява на около двадесет хиляди t обикновени силнодействащи взривни вещества.
- 6 август 1945 г. – Град Хирошима в Япония е разрушен напълно от американска ураниева атомна бомба.
- 9 август 1945 г. – Японският град Нагасаки е разрушен от плутониева американска атомна бомба.
- Около 1947 г. – Дизелово-електрически влакове заменят парните по американските жп линии.
- 1949 г. – На нос Канаверъл (щата Флорида, САЩ) е направен ракетен полигон.
- 22 септември 1949 г. – Съветският съюз взривява първата си атомна бомба.
- 1951 г. – За първи път в САЩ се транслират цветни телевизионни предавания (от компанията „CBS“).
- 1 ноември 1952 г. – В САЩ е взривена първата водородна бомба.
- 1954 г. – В САЩ започва продажбата на силициеви транзистори. В САЩ е пусната на вода подводницата „Наутилус“ – първата с атомен реактор на борда.
- 1955 г. осем държави от района на Индокитай създават международната военна организацията на страните от региона СЕАТО.
- 1955 г. – Започва продажбата на компютъра IBM 752 – първата изчислителна машина на фирмата IBM, конструирана специално за използване в предприемачеството.
- 4 октомври 1957 г. – В Съветския съюз е пуснат в орбита около Земята първият в света изкуствен спътник.
- 1959 г. – Японската електронна компания „Sony“ пуска първия транзисторен телевизор.
- 12 април 1961 г. – На борда на космическия кораб „Восток-1“ съветският космонавт Юрий Гагарин става първият човек, излетял в космическото пространство и обиколил Земята.
- 7 август 1961 г. – Съветският космонавт Герман Титов на борда на космическия кораб „Восток-2“ става вторият човек, излетял в космоса и първият, прекарал там повече от едно денонощие.
- 1961 г. – Съветските военни специалисти постигат рекорд, ненадминат и до днес, осъществявайки изпитание на термоядрено оръжие с мощност 58 мегатона.
- 18 март 1965 г. съветският космонавт Алексей Леонов става първият човек, излязъл в открития Космос.
- 21 юли 1969 г. – В 19 ч 56 мин на обяд по европейско стандартно време в рамките на експедицията „Аполо-11“, продължила от 16 юли до 24 юли, американският астронавт Нийл Армстронг става първият човек, стъпил на повърхността на Луната.
- 1975 г. – Американският изобретател Ед Робъртс пуска в продажба първия персонален компютър „Altair“.
- 1975 г. – Американците Уилям (Бил) Хенри Гейтс III и Пол Алън основават компанията „Microsoft“.
- 28 юли 1976 г. – Таншанското земетресение става най-смъртоносното природно бедствие през 20. век
- 1984 г. – В САЩ е разработена системата за домейн имена (англ. Domain Name System, DNS).
- 1984 г. – В САЩ е разработена конкурентна на ARPANET система (англ. NSFNet), дело на Националната научна фондация (англ. Network).
- 1985 г. – В СССР идва на власт Михаил Горбачов който слага началото на перестройката.
- 1986 г. – В околоземна орбита е изведена съветската орбитална станция „Мир“.
- 1988 г. – В САЩ е разработен (англ. Internet Relay Chat (IRC)), което позволява комуникацията в интернет в реално време (чат).
- 1989 г. – В Европа, В CERN към ЕС се ражда концепцията за (англ. World Wide Web). Предложението е на Тим Бърнърс-Лий, който в рамките на две години разработва компютърния протокол HTTP, компютърния език HTML и компютърния идентификатор URI.
- 1989 г. – Край на Студената война в Европа и света. Пада Желязната завеса, след което се срутва и Берлинската стена.
- 1990 – Мрежата ARPANET престава да съществува, губейки напълно от конкурентната NSFNet. През същата година е регистрирана първата връзка към интернет чрез телефонна линия (англ. Dialup accesss).
- 1991 – World Wide Web става публично достъпен в интернет.
- 29 август 1991 – Край на Августовския пуч. Борис Елцин забранява КПСС на територията на нововъзстановена Русия, а Върховния съвет на СССР прекратява всички правомощия на КПСС.
- 8 декември 1991 – Формиране на ОНД.
- 16 март 1995 г. Норман Хагард става първият американски астронавт, стъпил на съветска орбитална станция.
- 16 март 1995 г. Мисисипи става последният американски щат, който ратифицира 13-ата поправка в Конституцията, забраняваща робството.

## Личности
- Тодор Живков – български политик и държавник, дългогодишен ръководител на Народна Република България.
- Алберт Айнщайн – немски физик-теоретик, философ и писател, смятан за един от най-влиятелните и известни учени и интелектуалци за всички времена
- Уинстън Чърчил – британски политик и държавник, известен с дългата си политическа кариера и ролята си във Втората световна война
- Владимир Илич Ленин – руски и съветски политик, един от главните организатори на Октомврийската революция
- Николай II – последният император на Русия, цар на Полша и велик княз на Финландия
- Франклин Делано Рузвелт – 32-рият президент на САЩ – един от най-популярните американски президенти, водил страната при преодоляването на Голямата депресия и през Втората световна война
- Адолф Хитлер– немски диктатор, една от централните фигури във Втората световна война и Холокоста
- Мартин Лутър Кинг – американски духовник и общественик и един от водачите на Афроамериканското движение за граждански права
- Йосиф Сталин– революционер и съветски диктатор, политически лидер на СССР
- Шарл дьо Гол – френски генерал и политик, президент на Франция в периода 1959 – 1969 г.
- Джон Кенеди – 35-ият президент на САЩ, член на известната фамилия Кенеди и един от водещите представители на американския либерализъм
- Михаил Горбачов – съветски политик, носител на Нобелова награда за мир 1990 г. за приноса си за края на Студената война
- Елизабет II – кралица и държавен глава на Обединеното кралство Великобритания и Северна Ирландия и на страните от Британската общност
- Майка Тереза – индийска католическа монахиня от албански произход, известна със своята мисионерска и благотворителна дейност
- Юрий Гагарин – съветски офицер, полковник, военен пилот и летец-космонавт, първият човек в историята на човечеството, който лети в Космоса
- Бил Гейтс – американски програмист, бизнесмен и филантроп, съосновател на компанията „Microsoft“
- Пабло Пикасо – знаменит испански художник и скулптор, съосновател на кубизма и сюрреалист
- Никита Хрушчов – съветски политик, ръководител на СССР след смъртта на Йосиф Сталин
- Ърнест Хемингуей – един от най-известните американски писатели – новелист, автор на кратки разкази, журналист, носител на Нобелова награда за литература
- Елвис Пресли – американски певец и актьор, изтъкнат представител на поп-културата от средата на 20 век
- Фидел Кастро – кубински революционер, политик, министър-председател и председател на Държавния съвет на Куба
- Тензин Гяцо – четиринадесетият Далай Лама, духовен водач на тибетския народ
- Леонид Брежнев – съветски политик и държавник от времето на Студената война
- Салвадор Дали – испански каталунски художник сюрреалист, автор на световноизвестни произведения в областта на живописта, графиката, скулптурата, бижутерията, филми и книги
- Джон Ленън – английски рок музикант и автор на песни, общественик, художник, актьор и писател

## Изобретения, открития
- 1901 г. – Английският изобретател Хюберт Бут конструира електрическата прахосмукачка.
- 1903 г. – Английският физик Ърнест Ръдърфорд и италианският радиохимик Фредерик Соди създават основите на теорията за радиоактивния разпад, доказвайки, че уранът и торият се разпадат в радиоактивния процес на серия радиоактивни междинни елементи.
- 1905 г. – Физикът-теоретик Алберт Айнщайн предлага частна теория на относителността, която обяснява физическите явления при постоянни (без ускорения) скорости, близки до скоростта на светлината. В тази теория се предполага, че скоростта на светлината е постоянна, и се доказва, че скоростта има смисъл само в това, че е относителна за наблюдателя. От частната си теория Айнщайн прави извод, че масата на тялото е мярка на съдържащата се в него енергия според уравнението E=mc², където E е енергията, m – масата, а c – скоростта на светлината.
- 1906 г. – Английският биолог Уилям Бейтсън измисля думата „генетика“ за означаване на изследванията на законите за наследствеността и изменчивостта на организмите.
- 1908 г. – Френският лекар Шарл Манту предлага подкожно въвеждане на туберкулин за ранна диагностика на болестта туберкулоза (проба Манту). Немският физик Ханс Гайгер изобретява Гайгеровия брояч – прибор за регистрация и измерване на отделни заредени частици, излъчвани от радиоактивните вещества.
- 1909 г. – Датският биолог Вилхелм Людвиг Йохансен въвежда термините „ген“, „генотип“ и „фенотип“.
- 1912 г. – Завършен е строежът на кораба „Титаник“, който потъва още в първото си (12 април 1912 г.) пътешествие, сблъсквайки се с айсберг (14 април 1912 г.).
- 1913 г. – Американската компания „Ford Motor“ в Детройт въвежда конвейерната система за сглобяване на автомобили.
- 1914 г. – Американският изобретател от немски произход Едуард Клайншмид конструира телекс.
- 1915 г. – Във Великобритания е изобретен танк с гъсеничен ход.
- 1916 г. – Алберт Айнщайн предлага обща теория на относителността, която разширява частната му теория от 1905 г. за системите, движещи се с променливи скорости относително една спрямо друга. Общата теория обяснява гравитационните взаимодействия, твърдейки, че масата създава гравитационно поле, което изкривява пространството.
- 1920 г. – Чешкият писател Карел Чапек употребява думата „робот“ за означаване на механичен човек в социално-фантастичната си пиеса „R.U.R.“».
- 1926 г. – В Шотландия е конструиран първият телевизионен приемник. Американският учен Робърт Годард пуска първата в света ракета с течно гориво.
- 1929 г. – Английският микробиолог Александър Флеминг открива пеницилина.
- 1937 г. – В САЩ е изобретено полиамидното влакно, включително и найлона, който се използва за производство на женско облекло.
- 1940 г. – В САЩ е разработен автомобил-всъдеход с четирицилиндров двигател. В САЩ започват да се продават найлонови чорапи.
- 1942 г. – Италианският физик Енрико Ферми построява в Чикаго (САЩ) първия ядрен реактор и пръв осъществява на 2 декември управляема верижна реакция.
- 1946 г. – Първият автоматичен електронен цифров компютър ENIAC е построен в Харвардския университет. В САЩ е употребена за първи път думата „автоматизация“ при описание на производствения процес на двигатели в компанията „Ford“.
- 1948 г. – Швейцарският физик Огюст Пикар извършва дълбоководно потапяне с първия батискаф собствена конструкция.
- 1948 г. – Американските физици Бардийн, Братейн и Шокли (от Bell Telephone Laboratories) разработват транзистора, което революционно откритие позволява да се намалят значително размерите на електронните устройства.
- 1954 г. – Американският физик Чарлз Хард Таунс и независимо от него съветските физици А. М. Прохоров и Н. Г. Басов изобретяват мазера – прибор, позволяващ да се получи кохерентен сноп микровълново излъчване.
- 1956 г. – В САЩ е изобретен видеомагнетофонът.
- 1979 г. – В Швеция е изобретен първият преносим клетъчен телефон.
- 1982 г. – Открито е смъртоносно заболяване на имунната система, предавано по полов път или чрез заразена кръв, което получава названието СПИН (синдром на придобитата имунна недостатъчност).